# Daltonia brevinervis
Daltonia brevinervis là một loài rêu trong họ Daltoniaceae. Loài này được E.B. Bartram mô tả khoa học đầu tiên năm 1931.